# ハワード・ウェブ
ハワード・メルトン・ウェブ（Howard Melton Webb, 1971年7月14日 - ）は、イングランド・ロザラム出身の元サッカー審判員。2003年から2014年までプレミアリーグで活動し、2005年から2014年まで国際審判員として活動した。
国際サッカー歴史統計連盟 (IFFHS) により1987年から2011年までの間での最高の審判の一人と称されている。

## 人物
1996年にフットボールリーグの副審となり、1998年にはプレミアリーグに昇格、さらに2000年にはフットボールリーグの主審、2003年にはプレミアリーグの主審となる。
以後、注目を集める試合の主審を多く担当しており、UEFAチャンピオンズリーグ 2009-10 決勝・バイエルン・ミュンヘン対インテルの主審を務めたほか、2010 FIFAワールドカップではスペイン対スイス、イタリア対スロバキア、ブラジル対チリ、決勝戦のオランダ対スペインを担当した。UEFAチャンピオンズリーグ決勝とFIFAワールドカップ決勝の両方で審判を務めた初めての人物である。
2014年に国際審判員、サッカー審判員を引退し、プロ審判協会 (PGMOL) のテクニカルダイレクターに就任した。

## 挿話
- 元々の本職はサウス・ヨークシャー地方を管轄する警察官で、巡査部長を務めていた。プレミアリーグ等を担当するにあたり5年間の長期休暇をとっている[6]。
- 父親も35年間審判員を務めていた[7]。
- ドキュメンタリー映画「レフェリー 知られざるサッカーの舞台裏」では取材対象の一人となった。
- 2021年4月、ドイツの女子サッカー審判員ビビアナ・シュタインハウスと5年間の交際を経て結婚（ウェブは再婚）した[8][9]。